# أبوديتيريوم

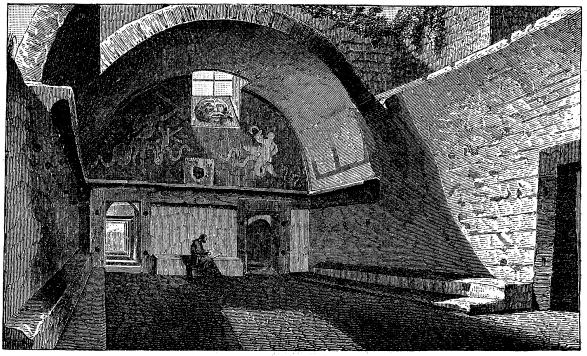
أبوديتيريوم في مدينة بومبي الرومانيّة.

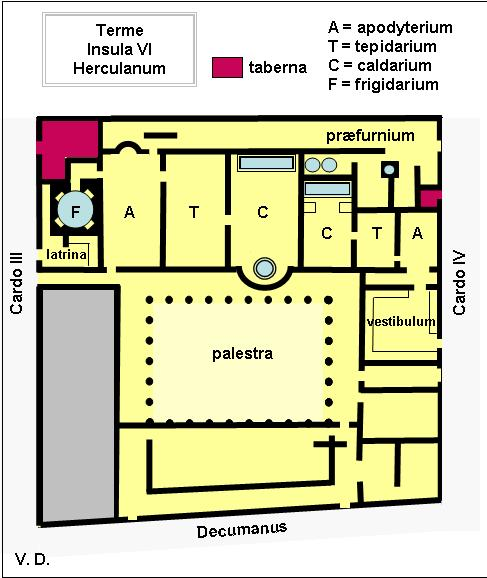
مخطط حمّامات هركولانيوم الرومانيّة، ويظهر الأبوديتيريوم بالمنطقة (A).

أبوديتيريوم (باللاتينية: apodyterium ؛ باليونانية القديمة: ἀποδυτήριον) هي غرفة مهمة في الحمّامات الرومانيّة، وهي المرحلة الأولى لرحلة المستخدم في الدائرة الحراريّة للحمّام. هذه الغرفة عبارة عن مرحاض مع العديد من المنافذ والأرفف داخل الجدران، حيث يمكن تخزين الممتلكات الشخصيّة. كما كانت تخضع للحراسة.

## صور

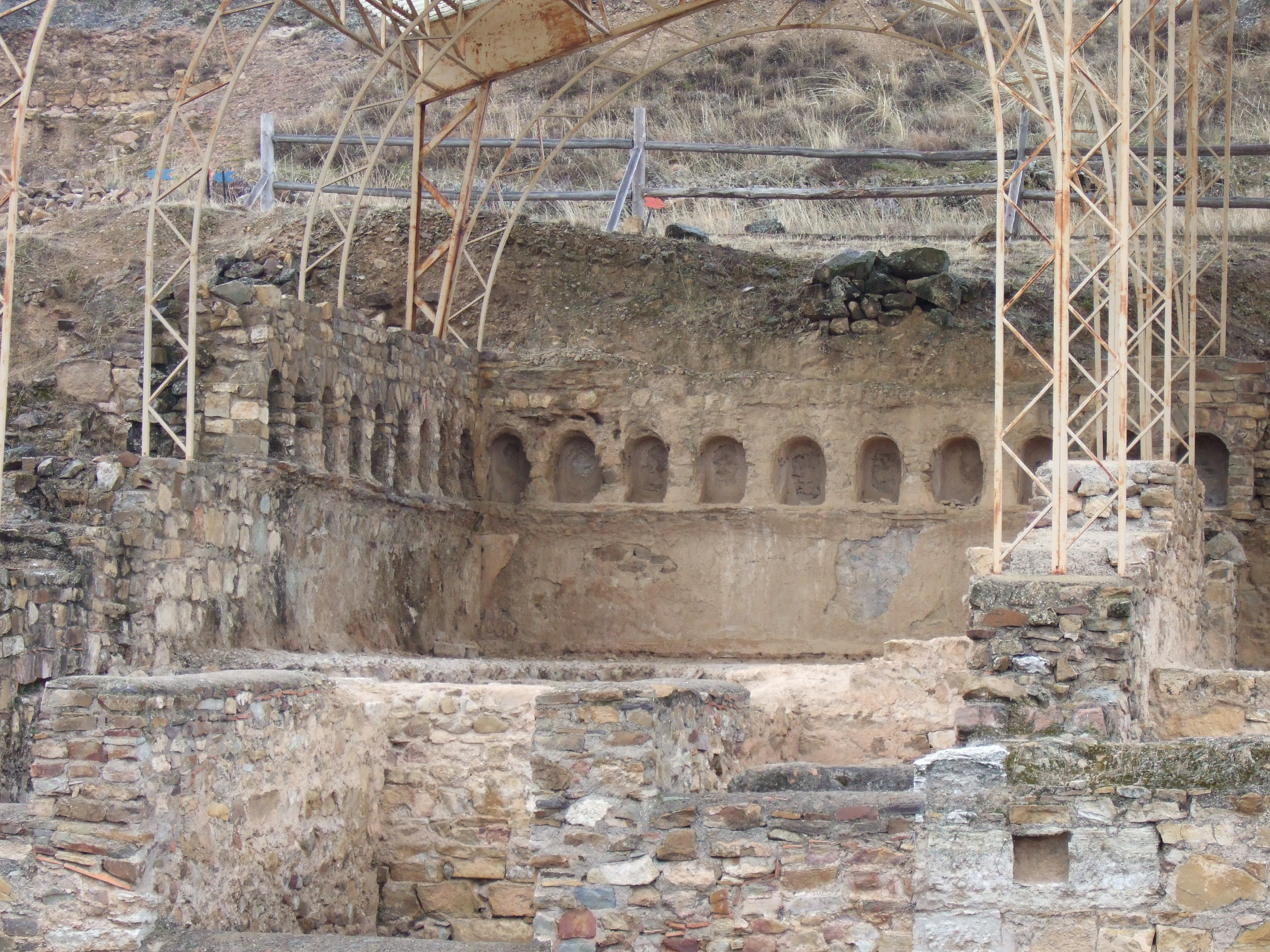
أبوديتيريوم مهجور من القرن الثاني
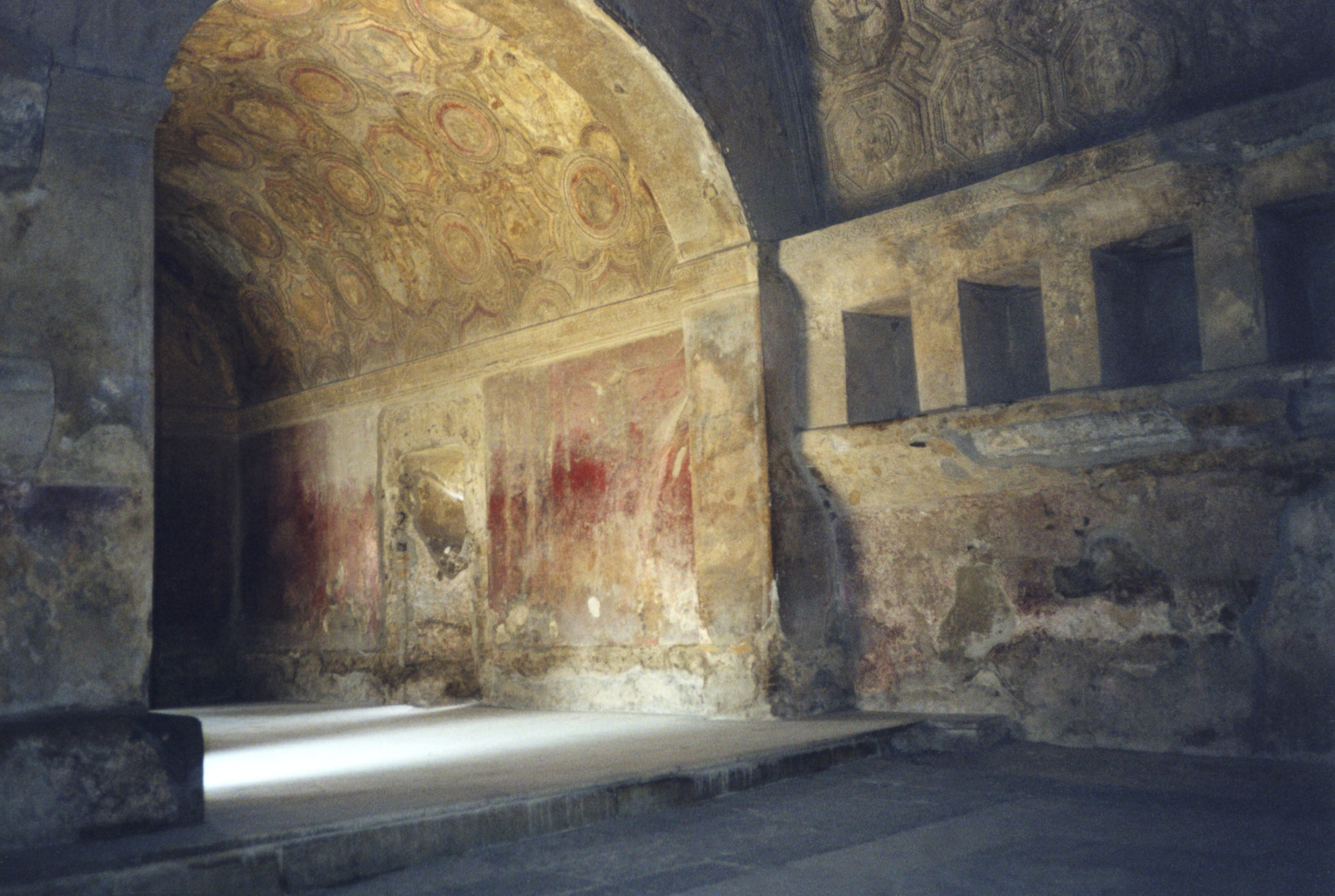
أبوديتيريوم في بومبي